# Шаал, Барбара Анна
Барбара Анна Шаал (Barbara A. (Anna) Schaal; род. 1947, Берлин) — американский учёный германского происхождения, ботаник-эволюционист. Доктор философии (1974), именной заслуженный профессор Университета Вашингтона в Сент-Луисе и (с 2013) декан факультета искусств и наук.
Вице-президент НАН США (2005—2013, первая женщина на этом посту, член АН с 1999). Член Американского философского общества (2023).

## Биография
Натурализовавшийся гражданин США с 1956 года.
Выросла в Чикаго.
Окончила Иллинойсский университет в Чикаго (степень бакалавра биологии с отличием, 1969). В Йельском университете — обе по популяционной биологии — получила степени магистра (1971) и доктора философии (1974).
Затем преподавала в Хьюстонском университете и Университете штата Огайо. С 1980 года — в Университете Вашингтона в Сент-Луисе: первоначально ассоциированный профессор биологии, с 1986 года профессор, в 1993—1997 годах заведующая кафедрой биологии, с 2001 года именной профессор, ныне (с 2009 года) именной заслуженный профессор (Mary-Dell Chilton Distinguished Professor) биологии и (с 2013) декан факультета искусств и наук. В 2011—2013 годах директор Tyson Research Center этого университета.
В 2009—2017 годах член United States President's Council of Advisors on Science and Technology.
Первая женщина избранная вице-президентом НАН США (в 2005 и переизбрана в 2009; сменила её Дайан Гриффин). Назначалась на 2012-13 гг. научным посланником США (US science envoy). В 2015 году вошла в научный консультативный комитет Supporters of Agricultural Research (SoAR) Foundation.
Являлась главой подразделения штудий о Земле и жизни National Research Council.
Член Американской академии искусств и наук (2006).
Являлась президентом Ботанического общества Америки, Общества изучения эволюции и Американской ассоциации содействия развитию науки (2017).
Награды и отличия
- Стипендия Гуггенхайма
- Key Distinguished Lecture, American Genetic Association[англ.] (2002)[9]
- Wilbur Cross Medal[англ.] (2004)
- AIBS[англ.] Distinguished Scientist Award (2012)[10]
- National Science Board Public Service Award (2019)[11]